# Cantone di Cloyes-sur-le-Loir
Il Cantone di Cloyes-sur-le-Loir era una divisione amministrativa dell'arrondissement di Châteaudun.
A seguito della riforma approvata con decreto del 24 febbraio 2014, che ha avuto attuazione dopo le elezioni dipartimentali del 2015, è stato soppresso.

## Composizione
Comprendeva i comuni di:
- Arrou
- Autheuil
- Boisgasson
- Charray
- Châtillon-en-Dunois
- Cloyes-sur-le-Loir
- Courtalain
- Douy
- La Ferté-Villeneuil
- Langey
- Le Mée
- Montigny-le-Gannelon
- Romilly-sur-Aigre
- Saint-Hilaire-sur-Yerre
- Saint-Pellerin